# Катастрофа МіГ-23 під Кортрейком
Катастрофа МіГ-23 під Кортрейком сталася 4 липня 1989 року. Радянський літак МіГ-23, що виконував тренувальний політ у Польщі, зазнав збою двигуна, але після того як пілот катапультувався, літак перестав падати й почав набирати висоту. Подолавши близько 900 кілометрів і досягши висоти близько 12 км, літак пролетів територію НДР, ФРН, Нідерландів і Бельгії та врешті витратив все паливо і упав поблизу бельгійського міста Кортрейк, вбивши людину на землі.

## Хід подій
4 липня 1989 року о 09:08 за центральноєвропейським часом МіГ-23М 871-го винищувального авіаційного полку Північної групи військ Радянської армії, керований полковником Ніколаєм Скурідіним, злетів з військового аеродрому Колобжег у Польщі з метою навчального польоту з перехоплення авіаційних цілей над Балтійським морем. Літак не був озброєний, але на борту були боєприпаси до 23-мм гармати.
Через приблизно пів хвилини після злету на висоті 300 м вийшла з ладу форсажна камера. Літак почав втрачати швидкість і висоту, а пілот побачив дим у дзеркалі заднього виду. Він припустив, що відмовив двигун, і дістав дозвіл катапультуватися. Коли до землі лишалося близько 150 м, Скурідін катапультувався й без інцидентів приземлився, зазнавши незначної травми руки. Але через зміщення центру ваги віддачею катапультного крісла літак, що летів у напрямку захід-південний захід, підняв ніс і продовжив політ на автопілоті зі швидкістю близько 300 км/год, поступово набираючи висоту.
Некерований літак увійшов до повітряного простору НДР, але оскільки він передавав правильний ідентифікаційний код, ППО не реагувала. О 09:42 МіГ пройшов через кордон з ФРН. Служба управління повітряним рухом НАТО в Німеччині помітила літак і його незвичайну траєкторію польоту. Тактичний загін винищувачів швидкого реагування JG 71 Ріхтгофен, який географічно був найкращим для швидкого перехоплення, був попереджений, але не отримав оперативного наказу. Згідно з Паризьким договором 1954 року такі дії були зарезервовані виключно для західних союзників і не могли виконуватися німцями.
Але коли літак увійшов на територію ФРН, з військового аеродрому Состерберг у Нідерландах підняли в повітря два F-15 C з 32-ї ескадрильї тактичних винищувачів Повітряних сил США. Вони перехопили МіГ на висоті 10 500 м поблизу Оснабрюка і повідомили, що у літаку-порушнику немає пілота та відсутній ліхтар кабіни. Це повідомлення довелося кілька разів повторити, оскільки на землі спочатку не повірили. F-15 отримали завдання супроводжувати МіГ, але наказу збивати не було, оскільки політ відбувався над густонаселеним районом, і неможливо було оцінити, куди впадуть уламки з такої висоти.
Оскільки літак потенційно прямував до повітряного простору Сполученого Королівства, тому з авіабази Воттішем у Саффолку підняли винищувачі Phantom FGR2 з інструкціями летіти на максимальній дозвуковій швидкості до узбережжя Кента і бути готовими збити МіГ, якщо він перетне Ла-Манш.
МіГ увійшов у повітряний простір Нідерландів, потім Бельгії. Він досягнув максимальної висоти близько 12 000 м і, коли закінчилося паливо, почав похиле зниження. Траєкторія польоту вела у напрямку французького міста Лілль. Французькі ВПС також підняли у повітря винищувачі Mirage F1 з наказом збити МіГ над малолюдними територіями, якщо він загрожуватиме упасти на Лілль. Але о 10:37 ранку МіГ після близько 900 км непілотованого польоту впав на фермерський будинок у Беллегемі, південній околиці бельгійського міста Кортрейк, спричинивши загибель 19-річного чоловіка на ім'я Вім Деларе, який спав у будинку.

## Реакція
Радянський Союз порушив мовчання лише через дев'ять годин після інциденту. 5 липня 1989 року, Міхаіл Горбачов, перебуваючи тоді в Парижі, висловив співчуття з приводу катастрофи. Посол СРСР у Бельгії також підтвердив, що його країна повністю відшкодує Бельгії як матеріальну, так і моральну шкоду, завдану катастрофою.
6 липня 1989 бельгійський уряд висловив офіційний протест на адресу СРСР через відсутність вчасного попередження з боку радянського уряду з огляду на загрозу, які цей літак створював для цивільного населення. Міністр закордонних справ Бельгії Марк Ейскенс висловив особливе занепокоєння тим фактом, що хоча між часом, як МіГ був помічений радарами НАТО, і часом, коли він розбився, минула більш ніж година, але з радянської сторони не надійшло жодного попередження; а також відзначив вражаючу повільність СРСР у відповідях на питання, чи перебувала на борту цього літака ядерна або хімічна зброя.
11 липня 1989 року на місце падіння літака допустили радянську слідчу комісію у складі 11 чоловік. 14 липня 1989 року радянський транспортний літак вивіз уламки. На той час літак оглянули і західні експерти, припустивши, що проблеми з двигуном могли бути спричинені корозією в електричних компонентах.
Радянська влада виплатила родині загиблого компенсацію в розмірі 685 000 доларів тобто 25 000 000 бельгійських франків. Пілот МіГа полковник Ніколай Скурідін написав особистого листа родині жертви аварії, висловивши свій жаль.